# Finala Cupei României 2011
Finala Cupei României 2011 a avut loc la data de 25 mai 2011, pe Stadionul Silviu Ploeșteanu din Brașov. Această finală a fost a 11-a disputată de Steaua și Dinamo, ultima finală disputată între cele două fiind finala Cupei României din 1990, când gruparea alb-roșie s-a impus, cu scorul de 6-4.. Câștigătoarea Cupei, Steaua București va întâlni Oțelul Galați în Supercupa României 2011, joc ce va avea loc pe 17 sau 18 iulie 2011.
Trofeul a fost câștigat de Steaua București care a învins pe Dinamo cu scorul de 2-1. Golurile au fost marcate de Dică (min 24'), Torje (min 33') ambele din lovitură liberă iar Ștefan Bărboianu a marcat un autogol în min '50. Jucătorul meciului a fost declarat Nicolae Dică. Trofeul a fost înmânat de către fostul mare antrenor al Stelei, Emerich Jenei.

## Context
Ultima finală a Cupei României disputată la Brașov le-a avut ca adversare tot pe echipele bucureștene Steaua și Dinamo, în 1989 echipa roș-albastră s-a impus cu scorul de 1 la 0 printr-un gol marcat de Gheorghe Hagi, cu un șut de la aproximativ 30 de metri, în minutul 67. Pentru Dinamo este prima prezența în finală după o pauză de 6 ani, iar pentru Steaua după o pauză de 12 ani.

## Bilete
Biletele pentru finală au costat 35 de lei și au fost distribuite astfel: 
- 30% pentru suporterii echipei Dinamo, aceste bilete sunt de culoarea roșie și sunt pentru sectoarele J-N ale stadionului;
- 30% pentru fanii echipei Steaua, aceste bilete  sunt de culoarea albastră și sunt pentru sectoarele A-G;
- 20% pentru spectatorii neutri, aceste bilete  sunt de culoarea galbenă și sunt pentru sectoarele U-Z;
- iar restul de 20% pentru sponsorii și partenerii FRFși pentru presă.

Cluburile finaliste au primit biletele alocate lor la data de 19 mai 2011, ulterior acestea s-au ocupat de distribuirea tichetelor către proprii suporteri. Biletele pentru publicul neutru au fost puse în vânzare pe 20 mai 2011 la casele de bilete ale Stadionului Silviu Ploieșteanu.

## Drumul către finală
Pentru mai multe detalii despre acest subiect, vedeți Cupa României 2010-2011.
| Dinamo București      | Dinamo București             | Runda         | Steaua București   | Steaua București              |
| --------------------- | ---------------------------- | ------------- | ------------------ | ----------------------------- |
| Adversar              | Rezultate                    |               | Adversar           | Rezultate                     |
| Ceahlăul              | 0 - 2                        | Șaisprezecimi | Gaz Metan CFR      | 0 - 1                         |
| Olt Slatina           | 1 - 3                        | Optimi        | Sportul Studențesc | 1 - 1 (1 - 3 d.p.)            |
| Universitatea Craiova | 1 - 1 (1 - 3 d.p.)           | Sferturi      | Rapid București    | 0 - 1                         |
| Gloria Bistrița       | 0 - 2 deplasare; 5 - 1 acasă | Semifinale    | FC Brașov          | 0 - 0 acasă ; 1 - 1 deplasare |

## Meci

### Detalii
| Dinamo    | 1 - 2   | Steaua București              |
| --------- | ------- | ----------------------------- |
| Torje 33' | Cronică | Dică 24' Bărboianu 51' (aut.) |

| DINAMO | STEAUA |

|             |    |                     |       |     |
|             |    |                     |       |     |
| P           | 34 | Cristian Bălgrădean |       |     |
| F           | 18 | Ștefan Bărboianu    |       |     |
| F           | 21 | Dragoș Grigore      |       |     |
| F           | 4  | Cosmin Moți         | 16'   |     |
| F           | 16 | Valeriu Bordeanu    |       |     |
| M           | 5  | Djakaridja Koné     |       | 72' |
| M           | 22 | Gabriel Torje       | 68'   |     |
| M           | 6  | Andrei Mărgăritescu | 78'   | 87' |
| M           | 7  | Cătălin Munteanu    |       |     |
| M           | 10 | Marius Alexe        |       |     |
| A           | 25 | Ionel Dănciulescu   |       | 67' |
| Rezerve:    |    |                     |       |     |
| P           | 23 | Kristijan Naumovski |       |     |
| F           | 17 | Eugen Crăciun       |       |     |
| F           | 24 | Valerică Găman      |       |     |
| M           | 8  | Bogdan Pătrașcu     |       |     |
| M           | 9  | George Țucudean     |       | 87' |
| M           | 20 | Elis Bakaj          | 90+1' | 72' |
| A           | 19 | Liviu Ganea         |       | 67' |
| Antrenor:   |    |                     |       |     |
| Ioan Andone |    |                     |       |     |

|                                                                               |    |                    |       |     |
|                                                                               |    |                    |       |     |
| P                                                                             | 12 | Ciprian Tătărușanu |       |     |
| F                                                                             | 3  | Ifeanyi Emeghara   |       |     |
| F                                                                             | 22 | George Galamaz     |       |     |
| F                                                                             | 6  | Florin Gardoș      |       |     |
| F                                                                             | 14 | Iasmin Latovlevici |       |     |
| M                                                                             | 16 | Bănel Nicoliță     | 90+4' |     |
| M                                                                             | 10 | Cristian Tănase    | 89'   | 89' |
| M                                                                             | 5  | Pablo Brandán      |       |     |
| M                                                                             | 24 | Romeo Surdu        |       |     |
| A                                                                             | 20 | Nicolae Dică       |       | 62' |
| A                                                                             | 17 | Marius Bilașco     | 75'   | 75' |
| Rezerve:                                                                      |    |                    |       |     |
| P                                                                             | 1  | Răzvan Stanca      |       |     |
| F                                                                             | 4  | Valentin Iliev     |       | 89' |
| M                                                                             | 7  | János Székely      | 85'   | 75' |
| M                                                                             | 8  | Mihai Răduț        |       |     |
| M                                                                             | 26 | Eric Bicfalvi      |       | 62' |
| A                                                                             | 11 | Marius Onofraș     |       |     |
| A                                                                             | 99 | Maicon             |       |     |
| Antrenor:                                                                     |    |                    |       |     |
| Cătălin Necula și Gabriel Caramarin (interimari) Cosmin Olăroiu (colaborator) |    |                    |       |     |

| Oficialii meciului - Arbitri asistenți: - Miclos Nagy - Sebastian Gheorghe - Al patrulea arbitru: - Robert Dumitru Jucătorul meciului - Nicolae Dică | Reguli - 90 minute - 30 minute de prelungire (două reprize de 15 minute) - Lovituri de departajare dacă scorul este egal după 120 de minute - Șapte jucători pe banca de rezervă - Maxim trei înlocuiri |

### Statistică
Meci
|                   | Dinamo | Steaua |
| ----------------- | ------ | ------ |
| Goluri marcate    | 1      | 2      |
| Total șuturi      | 4      | 11     |
| Șuturi pe poartă  | 2      | 6      |
| Posesia balonului | 45%    | 55%    |
| Cornere           | 5      | 6      |
| Faulturi comise   | 21     | 12     |
| Offside-uri       | 0      | 3      |
| Cartonașe galbene | 4      | 4      |
| Cartonașe roșii   | 0      | 0      |